# Silene legionensis
Silene legionensis es una especie de la familia  de las cariofiláceas.

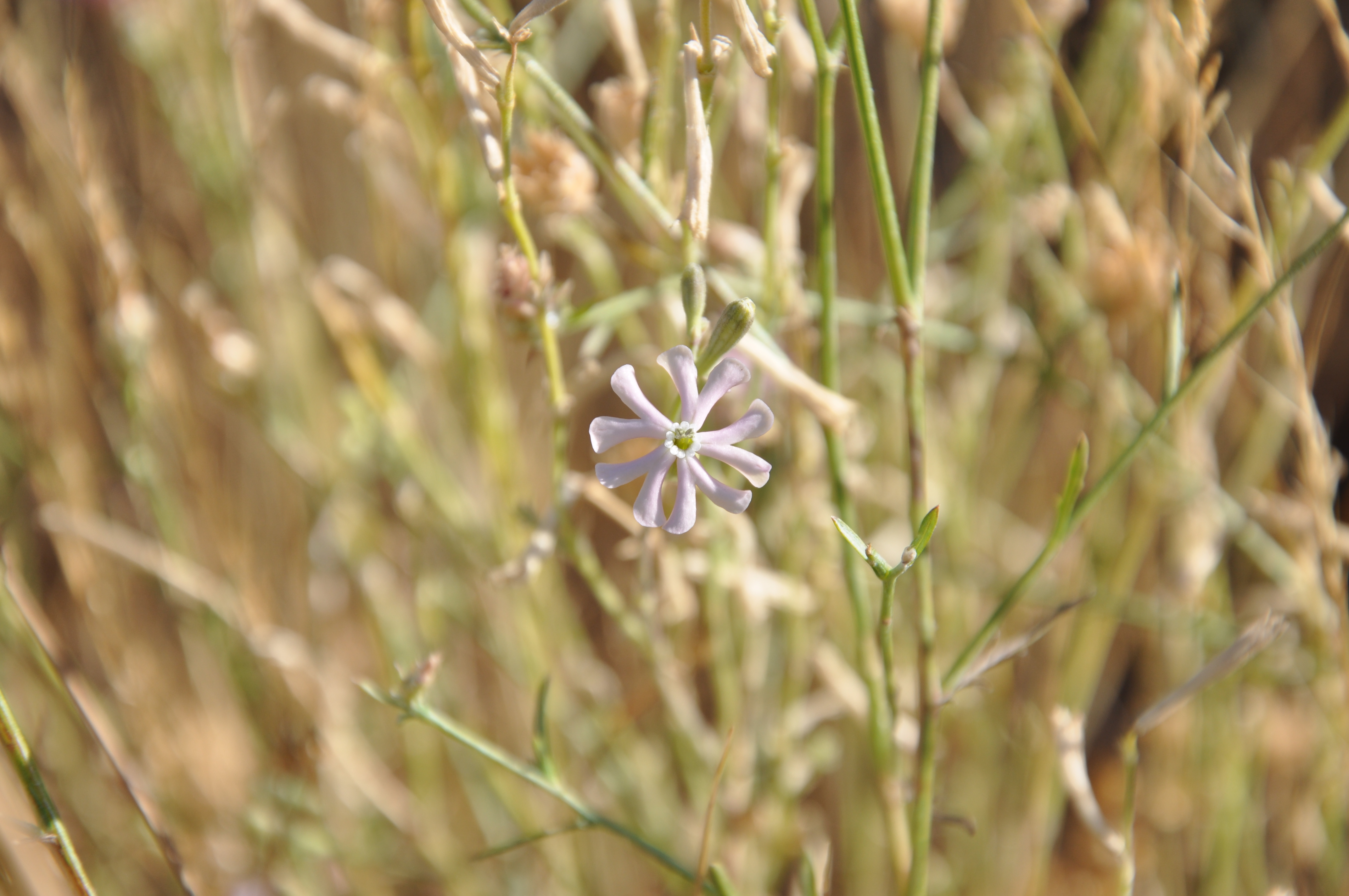
Detalle de la flor

## Descripción
Planta de 25-30 cm, con varios tallos a su vez ramificados, con pelos pequeños no pegajosos, dirigidos hacia abajo y que nacen por un lado de la roseta que forman sus hojas, que se concentran abajo casi totalmente. Son estas de unos 10 cm de largo po uno o algo más de ancho, largamente lanceoladas o acintadas. Las flores en primavera y verano, forman lragas  "espigas" unilaterales. Tienen un largo cáliz casi cilíndrico, verde claro, con 10 nervios más oscuros, que se hincha arriba al fructificar la flor. Los pétalos son blancos por dentro y algo verdosos por fuera, casi siempre enrollados, de borde partido profundamnete en dos. El fruto es una cápsula que se abre dejando ver en su boca 6 dientes de cuyo interior salen semillas en forma de riñón. Para no confundirla con otras de la especie hay que fijarse en la disposición de las flores en una rama sin dividir, en disposición denominada "escorpioide", en forma de cola de escorpión.

## Distribución y Hábitat
En la península ibérica. Crece dispersa en páramos y fisuras de rocas. En las  sierras crece por encima de los 2.000 m.

## Taxonomía
Silene legionensis fue descrita por Mariano Lagasca y Segura y publicado en Genera et species plantarum 14. 1816.
Citología
Número de cromosomas de Silene legionensis (Fam. Caryophyllaceae) y táxones infraespecíficos: n=24
Sinonimia
- Silene staticefolia Pourr. ex Lange[4][5]